# Pietro Paolo Naldini

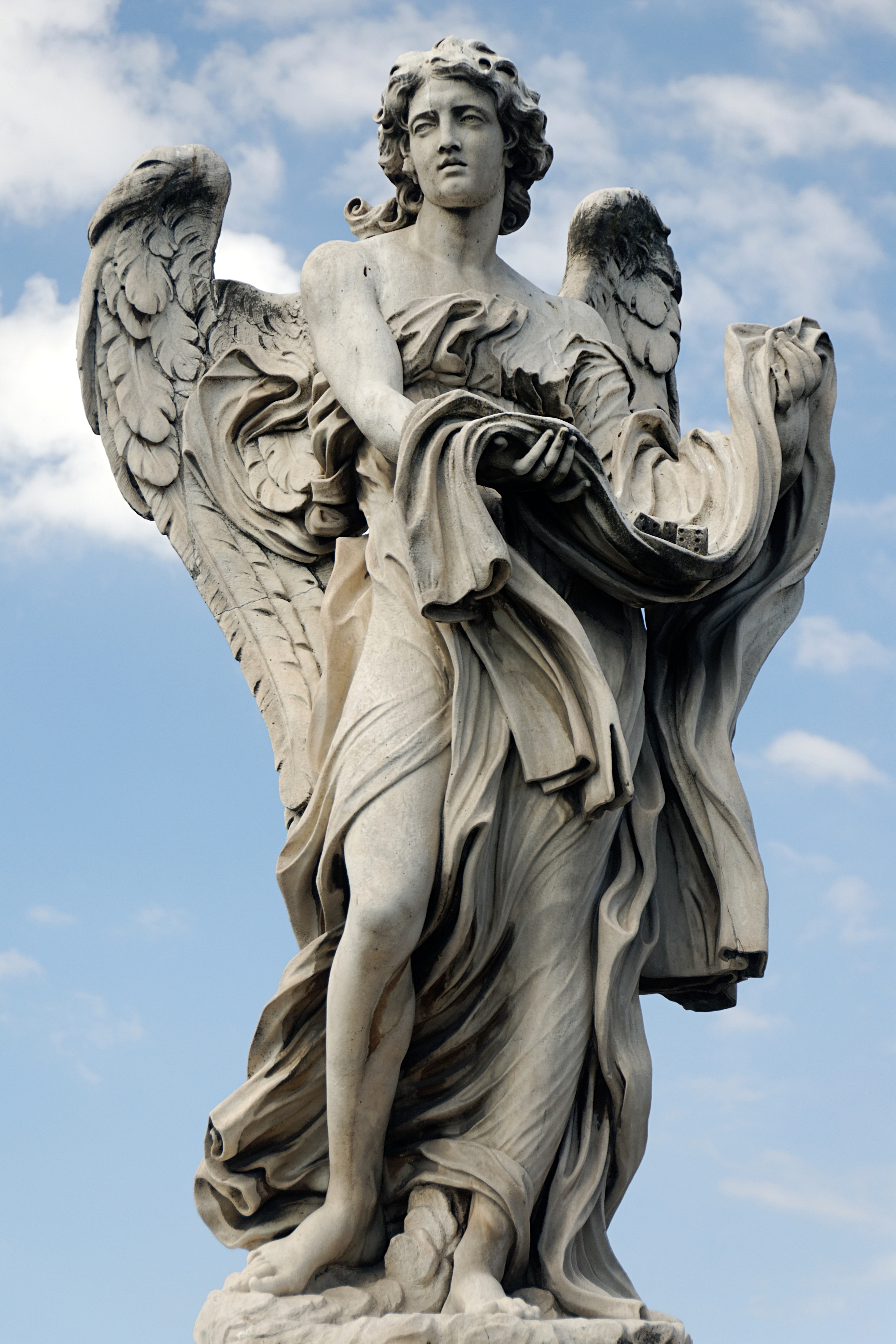
Uma das esculturas de Pietro Paolo Naldini no lado ocidental da Ponte Sant'Angelo em Roma

Pietro Paolo Naldini (Roma, 10 de junho de 1616 — Roma, 7 de fevereiro de 1691), também conhecido como Paolo Naldini, foi um escultor italiano. Foi o terceiro de cinco filhos do casal Giovan Battista e Virginia Mari.
Naldini era especializado em esculpir obras com temas religiosos, principalmente os anjos. Ele ficou conhecido por ter trabalhado anteriormente com Gian Lorenzo Bernini.